# 孝行之巻
『孝行の巻』（こうこうのまき；沖縄語：コーコーヌマチ）は、組踊のひとつであり、玉城朝薫によって創作された作品である。
初演年は明らかではないが、1756年、尚穆王の冊封の祝宴にて上演された記録が残っている。

## あらすじ
池屋良漏池に棲む大蛇が嵐を引き起こし、田畑を荒らし村々に災厄をもたらしているという設定から始まる。占い師「時の大屋子」の託宣により、14〜15歳の子を大蛇の生け贄として供えることで災いが収まるとされた。
これを受け、役人は高札を立て、貢献者の家族には生活の保障を与えることを告げて、生け贄となる者を募る。貧しい暮らしを送る姉弟のうち、姉は家族の将来のために自らを差し出す決意をする。弟に別れを告げた後、姉は役人のもとを訪れ、母と弟を救ってほしいと願い出る。
姉は祭壇へと連れて行かれ、祈りを捧げる中、大蛇が出現する。だがその瞬間、天から観音が降臨し、大蛇を滅して姉を救い出す。
一方、姉が生け贄になったと聞いた母は、弟を激しく責め、屋良漏池へ向かう。途中、奇跡を知った役人たちが、母と弟に出会い、姉と涙の再会が実現する。
この出来事に感動した王府は、姉を王子の妃に、弟を王女の婿に取り立てると告げる。親子はそれを喜び、帰途につく。